# Grammy Award de la meilleure prestation orchestrale
Le Grammy Award de la meilleure prestation orchestrale (Best Orchestral Performance) est une récompense décernée lors des cérémonies annuelles des Grammy Awards décernée à la prestation orchestrale de l'année.

## Lauréats
| Année | Chef d'orchestre     | Orchestre                               | Titre                                                       |
| ----- | -------------------- | --------------------------------------- | ----------------------------------------------------------- |
| 2022  | Yannick Nézet-Séguin | Orchestre de Philadelphie               | Price: Symphonies Nos. 1 & 3                                |
| 2023  | Michael Repper       | New York Youth Symphony                 | Works By Florence Price, Jessie Montgomery, Valerie Coleman |
| 2024  | Gustavo Dudamel      | Orchestre philharmonique de Los Angeles | Adès: Dante                                                 |
| 2025  | Gustavo Dudamel      | Orchestre philharmonique de Los Angeles | Ortiz: Revolución Diamantina                                |